# 胡毅峰
胡毅峰（1954年5月—），男，蒙古族，内蒙古喀喇沁旗人，中华人民共和国政治人物，中国共产党党员。曾任内蒙古自治区高级人民法院党组书记、院长。

## 生平
胡毅峰1975年毕业于呼和浩特铁路局包头铁路技校，1982年毕业于内蒙古大学经济系经济管理专业专修班，1996年毕业于中共中央党校领导干部函授班经济管理专业，1998年毕业于中国社会科学院研究生院企业管理专业研究生课程班。1998年4月，担任中共巴彦淖尔盟盟委副书记、盟长。2003年，当选为中共内蒙古自治区党委政法委常务副书记。2008年，担任内蒙古自治区人大常委会秘书长。2011年1月，担任内蒙古自治区高级人民法院院长，任内曾积极推动呼格吉勒图案重审和追责。2013年，被选为全国人大代表。2018年1月，到龄退休。
2022年4月22日，因涉嫌严重违纪违法，接受中央纪委国家监委纪律审查和监察调查。9月30日，遭到开除党籍处分。11月7日，国家监察委员会调查终结，将本案移送检察机关审查起诉。最高人民检察院依法以涉嫌受贿罪、利用影响力受贿罪对胡毅峰作出逮捕决定。
2024年1月9日，山西省忻州市中级人民法院一审公开宣判胡毅峰受贿、利用影响力受贿一案，对胡毅峰以受贿罪（人民幣3554萬餘元）判处有期徒刑十三年，并处罚金人民币三百万元，以利用影响力受贿罪判处有期徒刑三年，并处罚金人民币二十万元，决定执行有期徒刑十四年，并处罚金人民币三百二十万元。